# Гвінейське нагір'я

Карта басейну річки Нігер, витоки та південно-західна частина якої розміщені на Гвінейському нагір'ї

Гвіне́йське нагі́р'я — густо поросле лісом гірське плато, що простягається від гірської місцевості в південно-східній Гвінеї до півночі Сьєрра-Леоне та Ліберії, і північного заходу Кот-д'Івуару. Гвінейське нагір'я включає гори, хребти і плато, в тому числі нагір'я Фута Джаллон в центральній частині Гвінеї, гори Лома в Сьєрра-Леоне, масиви Сімандоу і Курандоу на південному сході Гвінеї, височину Німба на кордоні Гвінеї, Ліберії та Кот д'Івуару і гори Тоура в західній частині Кот-д'Івуару.